# Ryszard Szczechowiak
Ryszard Szczechowiak (ur. 24 marca 1954) – polski trener koszykówki oraz działacz klubowy, obecnie menedżer Polskiego Cukru Toruń.
Będąc trenerem AZS–u Toruń trenował także swojego syna – Jacka Szczechowiaka.
W sezonie 2014/2015 został menedżerem zespołu Basketu Toruń.

## Osiągnięcia
Drużynowe
- Awans do PLK z AZS Elaną Toruń (1995)[2]
- Akademickie Mistrzostwo Polski (1987)
- Brąz:
  - mistrzostw Polski juniorów (1984)
  - Akademickich Mistrzostw Polski (1985)
- IV miejsce na Ogólnopolskiej Spartakiadzie Młodzieży w Rzeszowie (1982)
- Uczestnik mistrzostw Europy U–18 dywizji B (2006 – 6. miejsce)

Indywidualne
- Trener drużyny Północy podczas meczu gwiazd U–21 (2006)
- Asystent trenera obcokrajowców podczas meczu gwiazd Polska – gwiazdy PLK (1999)